# 流动比率
流動比率（Current ratio）是個用來衡量公司在未來12個月內是否具有足夠資源來償還其債務的一種財務比率。以公司的流動資產與流動負債做比較衡量，公式如下：
| 流动比率＝ | 流动资产 |
| 流动比率＝ | 流动负债 |

流動比率能顯示一個公司的市場流動性和滿足債權人要求的能力。流動比率因行業而異，一般數字在1.5到3之間為健康的企業。如果一個公司的流動比率是在這個範圍內，那麼它通常表示具有良好的短期金融實力。如果流動負債超過流動資產（流動比率小於1），那麼該公司可能產生短期償債能力的問題。如果流動比率過高，那麼該公司可能無法有效地利用其現有資產或短期融資，這也可能顯現在公司營運資金管理的問題。